# Юстозеро
Ю́стозеро (карел. Justjärvi) — деревня в составе Гирвасского сельского поселения Кондопожского района Республики Карелия. Упоминается в отчёте 1761 года.

## Общие сведения
Расположена на восточном берегу озера Юстозеро. Первое упоминание 1761 год.

## История
Юстозеро (Юштозерский погост) — деревня Святнаволоцкого общества Мяндусельской волости Повенецкого уезда. Стан 2-й. Находится при Юстозере (1873) / при озере Юстозере (1905). Лежит на проселочной дороге от Рембольского до Линдвозерского погоста к границе Повенецкого уезда с Петрозаводским.Расстояние до становой квартиры — 68 вёрст*, до уездного города (Повенец) — 94 версты (1873) / 97 вёрст (1905). Местоположение становой квартиры — Богоявленское. Расстояние до волостного правления (Мяндусельга) — 19 вёрст. До ближайшей деревни или села 5 вёрст. До отделения почты 79 вёрст, до пароходной пристани 97 вёрст. К 1905 году была школа.Согласно «Списку населённых мест» 1873 года, население составляло 245 человек: 118 мужчин и 127 женщин. Жили по 35 дворам. Часовня православная. Кузниц 2.В «Списке населённых мест» 1905 года название деревни — Юстозеро. Население состояло из 311 человек: 301 крестьянина и 10 человек не из крестьян. Крестьян мужского пола было 156, женского — 145. Мужчин-некрестьян насчитывалось 6, женщин — 4. Итого мужчин 162 и женщин 149. Крестьянских семей 44, дворов — 40. Некрестьянских семей 2, дворов — 1. Итого 46 семей и 41 двор. Имелся скот: 38 лошадей, 81 корова и 183 головы прочего скота.За 32 года между составлением списков 1873 и 1905 годов количество дворов увеличилось на 6 (+17.14%), мужчин стало больше на 44 (+37.29%) и женщин стало больше на 22 (+17.32%). Общая численность населения увеличилась на 66 человек (+26.94%)
4 декабря 1931 года постановлением Карельского ЦИК в деревне была закрыта церковь.Исторические заметки18 октября 1842 года в Юштозерский погост был направлен окончивший Олонецкую духовную семинарию отец Иоанн Яковлевич Благовещенский. «Кто знает эту местность, тот только может обсудить положение молодого священника в этом приходе. Народ полудикий, крайне бедный и грубый, хотя вместе с тем честный и справедливый. Церковь в приходе была совершенно обветшалая, без всякой почти утвари и многих церковных книг, необходимых для отправления богослужения...» Источник: Олонецкие Губернские Ведомости №18 от 10.03.1882.26 января 1882 года от вылетевшей из трубы искры сгорели два дома с вещами и надворными постройками, принадлежавшие крестьянам Ивану Герасимову и Степану Теппоеву. Убыток составил 1010 рублей. Источник: Олонецкие Губернские Ведомости №20 от 17.03.1882.

## Население
| 2002 | 2009 | 2010 | 2013 |
| ---- | ---- | ---- | ---- |
| 14   | ↘5   | ↗6   | ↗7   |

## Памятники природы
К северо-западу от деревни находится государственный гидрологический заказник «Озеро Талое» — особо охраняемая природная территория, уникальное озеро родникового происхождения.

## Улицы
- ул. Озёрная
- ул. Центральная

## Фотографии
|  |  |